# Le Larderet
Le Larderet – miejscowość i gmina we Francji, w regionie Burgundia-Franche-Comté, w departamencie Jura.
Według danych na rok 1990 gminę zamieszkiwały 63 osoby, a gęstość zaludnienia wynosiła 10 osób/km² (wśród 1786 gmin Franche-Comté Le Larderet plasuje się na 680. miejscu pod względem liczby ludności, natomiast pod względem powierzchni na miejscu 700.).